# Campeonato Piauiense Segunda Divisão 2015
In 2015 werd het dertiende Campeonato Piauiense Segunda Divisão gespeeld voor voetbalclubs uit de Braziliaanse staat Piauí, het was de eerste keer sinds 2007 dat de competitie gespeeld werd. De competitie werd georganiseerd door de FFP en werd gespeeld van 26 september tot 12 december. Altos werd kampioen. 
Timon is afkomstig uit de aangrenzende staat Maranhão, maar koos ervoor om in deze competitie te spelen. 

## Eerste fase
| Plaats | Club      | Wed. | W | G | V | Saldo | Ptn. |
| ------ | --------- | ---- | - | - | - | ----- | ---- |
| 1.     | Picos     | 10   | 5 | 5 | 0 | 15:7  | 20   |
| 2.     | Altos     | 10   | 5 | 3 | 2 | 17:6  | 18   |
| 3.     | Oeiras    | 10   | 5 | 3 | 2 | 13:8  | 18   |
| 4.     | Timon     | 10   | 4 | 2 | 4 | 12:10 | 14   |
| 5.     | Racing    | 10   | 1 | 5 | 4 | 8:14  | 8    |
| 6.     | Comercial | 10   | 0 | 2 | 8 | 5:25  | 2    |

|  | Geplaatst voor finale |

## Finale
Heen
|            |                    |       |       |                               |
| 5 december | Altos              | 2 – 0 | Picos | Estádio Felipe Raulino, Altos |
| 5 december | Leone 18' Roni 84' |       |       | Estádio Felipe Raulino, Altos |

Terug
|             |           |       |           |                       |
| 12 december | Picos     | 1 – 1 | Altos     | Helvídio Nunes, Picos |
| 12 december | Gueba 50' |       | 11' Paulo | Helvídio Nunes, Picos |

### Kampioen
| Campeonato Piauiense de 2015 - Segunda Divisão |
| Piaui                                          |
| ---------------------------------------------- |
| ALTOS Kampioen (1° titel)                      |